# Palau de Varakļāni
La Palau de Varakļāni (en letó: Varakļānu muižas pils) es troba a la regió històrica de Latgàlia, al municipi de Varakļāni de l'est de Letònia.

## Història
L'estructura va ser dissenyada per l'arquitecte italià Vincenzo Macotti a petició del propietari de la finca, el comte Johann Michael von der Borch. La construcció es va iniciar el 1783 i es va acabar el 1789.
L'edifici va allotjar l'escola secundària de Varakļāni des de 1921 al 1960. El palau i els jardins estan administrats actualment per la ciutat de Varakļāni.